# Lensbygda
Lensbygda este o localitate din comuna Østre Toten, provincia Oppland, Norvegia, cu o suprafață de 0,59 km² și o populație de 479 locuitori (2013).